# بخش دئوگر
بخش دئوگر (به انگلیسی: Deoghar district) یک منطقهٔ مسکونی در هند است که در Santhal Pargana division واقع شده‌است. بخش دئوگر ۲٬۴۷۸٫۶۱ کیلومتر مربع مساحت و ۱٬۴۹۲٬۰۷۳ نفر جمعیت دارد.